# Powiat Deutsch Krone
Powiat Deutsch Krone, Powiat Deutsch Crone (niem. Landkreis Deutsch Krone, Kreis Deutsch Krone, Kreis Deutsch Crone; pol. powiat wałecki) – istniejący od 1818 do 1945 pruski powiat z siedzibą w Wałczu (niem. Deutsch Krone).

## Historia
Od 1818 do 19 listopada 1919 powiat należał do rejencji kwidzyńskiej prowincji Prusy Zachodnie (1829–1878 Prusy). Od 20 listopada 1919 podporządkowanie na szczeblu rejencji zmieniono w taki sposób, że powiat wszedł pod tymczasowy zarząd w Pile. Od 1922 powiat należał do rejencji pilskiej w prowincji Marchia Graniczna Poznańsko-Zachodniopruska. 1 października 1938 powiat wraz z rejencją pilską przyłączono do prowincji Pomorze. 
W 1939 roku powiat zamieszkiwało 69 699 osób, w tym 48 555 ewangelików, 26 285 katolików, 75 pozostałych chrześcijan i 197 Żydów.
Wiosną 1945 obszar powiatu zdobyły wojska 2 Frontu Białoruskiego Armii Czerwonej, po czym na podstawie uzgodnień jałtańskich został przekazany polskiej administracji.
1 stycznia 1945 na terenie powiatu znajdowało się pięć miast:
- Wałcz (niem. Deutsch Krone), siedziba powiatu, 13 359 mieszk[2].
- Jastrowie (niem. Jastrow), 5895 mieszk[2].
- Mirosławiec (niem. Märkisch Friedland), 2710 mieszk[2].
- Człopa (niem. Schloppe), 2988 mieszk[2].
- Tuczno (niem. Tütz), 2747 mieszk[2].